# Georges Dransart
Georges Dransart (n. 12 mai 1924, Paris, Île-de-France, Franța – d. 14 iunie 2005, Créteil, Île-de-France, Franța) a fost un canoist ce a reprezentat Franța, medaliat olimpic. A participat la 3 ediții ale Jocurilor Olimpice (1948, 1952, 1956) în care a câștigat o medalie de argint și două medalii de bronz.